# Eparchia magadańska i siniegorska
Eparchia magadańska i siniegorska – jedna z eparchii Rosyjskiego Kościoła Prawosławnego, z siedzibą w Magadanie. Jej ordynariuszem jest biskup magadański i siniegorski Jan (Pawlichin), zaś funkcję katedry pełni sobór Trójcy Świętej w Magadanie.
Została wydzielona w styczniu 1991 z eparchii chabarowskiej. W jej skład wchodzą prawosławne placówki duszpasterskie na terytorium obwodu magadańskiego. W 2000 została z niej wyodrębniona Eparchia anadyrska i czukocka.
Według danych z 1 sierpnia 2011 w skład eparchii wchodziło 25 parafii obsługiwanych przez 12 kapłanów oraz żeński monaster Opieki Matki Bożej w Magadanie.

## Biskupi magadańscy[3]
- Wadim (Łaziebny), locum tenens, 1991
- Arkadiusz (Afonin), 1991–1993
- Rościsław (Diewiatow), 1993–1998
- Anatol (Aksionow), 1998–2000
- Teofan (Aszurkow), 2000–2003
- Guriasz (Szalimow), 2003–2011[4]
- Jan (Pawlichin), od 2011[5]